# Sergueï Eisenstein
 (avril 2025).
Si vous disposez d'ouvrages ou d'articles de référence ou si vous connaissez des sites web de qualité traitant du thème abordé ici, merci de compléter l'article en donnant les références utiles à sa vérifiabilité et en les liant à la section « Notes et références ».
Pour les articles homonymes, voir Eisenstein.
Sergueï Mikhaïlovitch Eisenstein (en russe : Сергей Михайлович Эйзенштейн), souvent désigné ou crédité sous les formes Sergueï Eisenstein, Sergueï M. Eisenstein ou S. M. Eisenstein, est un cinéaste et théoricien du cinéma soviétique né le 10 janvier 1898 (22 janvier dans le calendrier grégorien), à Riga (gouvernement de Livonie, dans l'Empire russe, aujourd'hui Lettonie) et mort le 11 février 1948 à Moscou.
Il est souvent considéré comme un des « pères du montage » avec D. W. Griffith et Abel Gance.

## Biographie

### Jeunes années

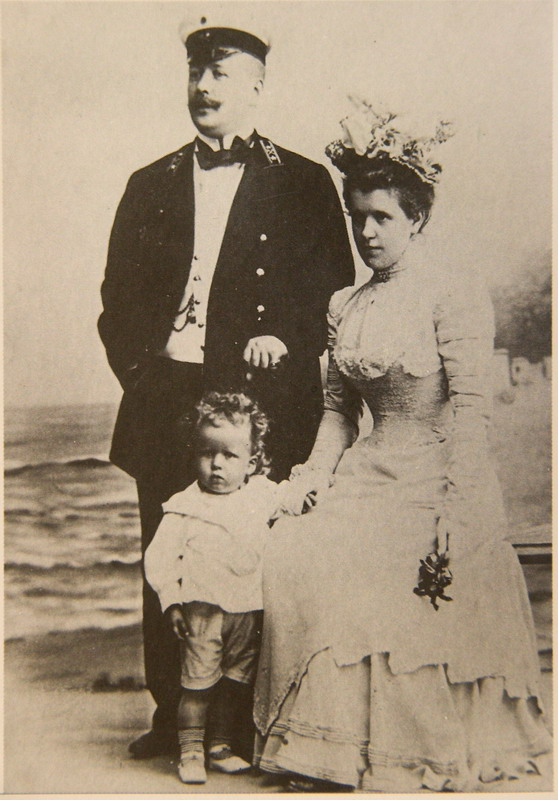
Sergueï Eisenstein et ses parents en 1900.

Eisenstein nait dans une famille de la classe moyenne à Riga, dans ce qui est l'actuelle Lettonie (qui à l’époque faisait partie de l’Empire russe et se trouvait dans le gouvernement de Livonie), mais sa famille ne cessa de déménager pendant ses premières années, comme Eisenstein dut le faire toute sa vie. Son père, le célèbre architecte Mikhaïl Osipovitch Eisenstein (1867-1920), est né dans la région de Kiev, au sein d’une famille de marchands juifs originaire de Vassylkiv et convertis à l’orthodoxie russe. Ingénieur municipal de la ville de Riga, il exercera plus tard la même fonction à Pétrograd. Il réalise de remarquables ensembles architecturaux dans le style Art nouveau, en particulier à Riga. Sa mère, Julia Ivanovna Konetskaïa, est issue d'une famille russe orthodoxe et est la fille d’un riche marchand. Elle quitte Riga pour Saint-Pétersbourg l’année même où éclate la révolution russe de 1905, emmenant Sergueï avec elle. Son fils revint parfois voir son père, qui les rejoignit vers 1910. Un divorce suivit et Julia quitta la famille en 1910 pour vivre à Paris. Eisenstein fut élevé dans le christianisme orthodoxe mais devint athée par la suite.
En 1915, il entre à l'Institut des ingénieurs civils de Pétrograd. En 1917, il abandonne ses études et s'engage dans l'Armée rouge. Eisenstein ne s'engage pas politiquement en octobre 1917 lors de la révolution d'Octobre, mais au début de la guerre civile. Il sert dans l'Armée rouge comme ingénieur.

### Du théâtre au cinéma

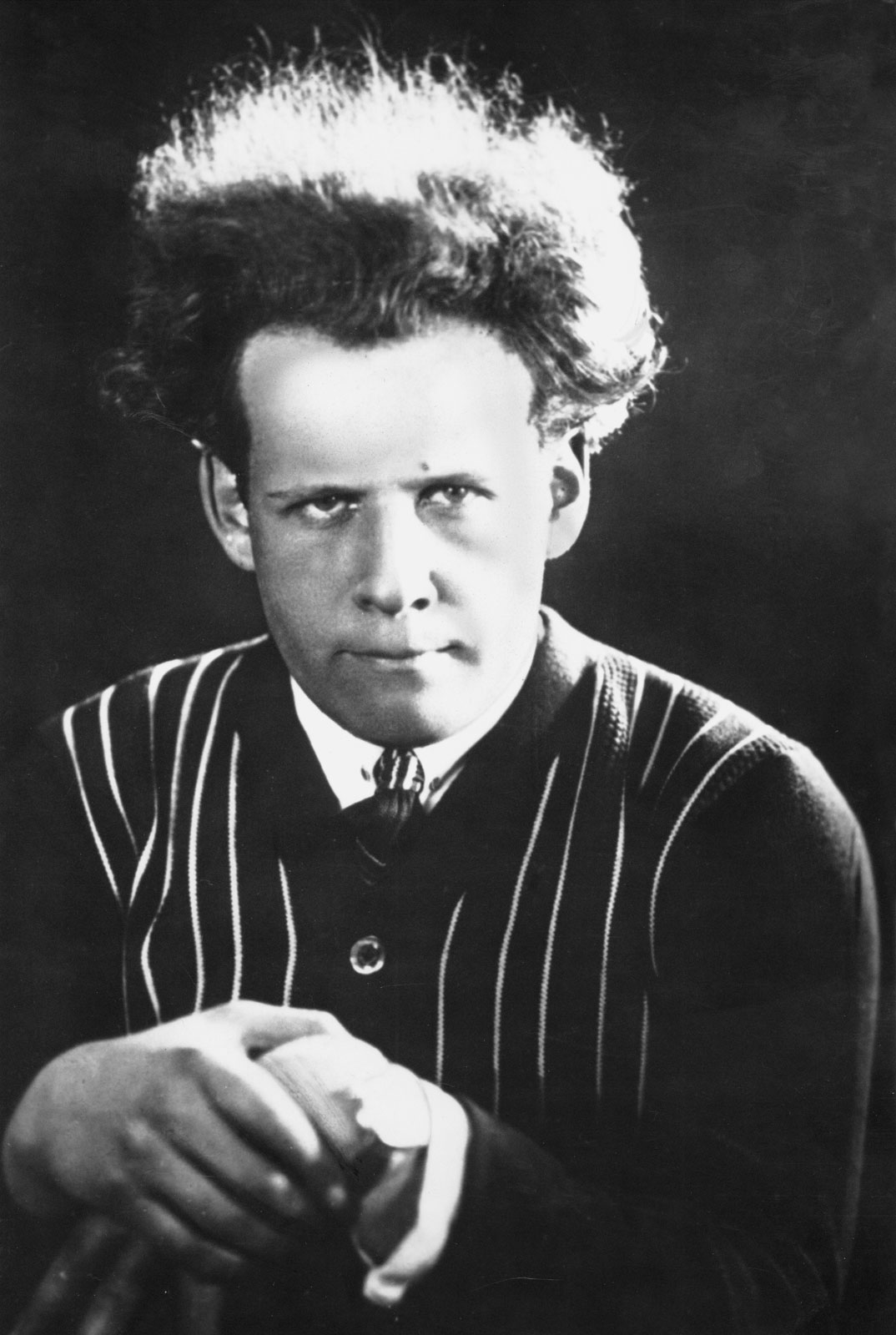
Sergueï Eisenstein au début des années 1920.

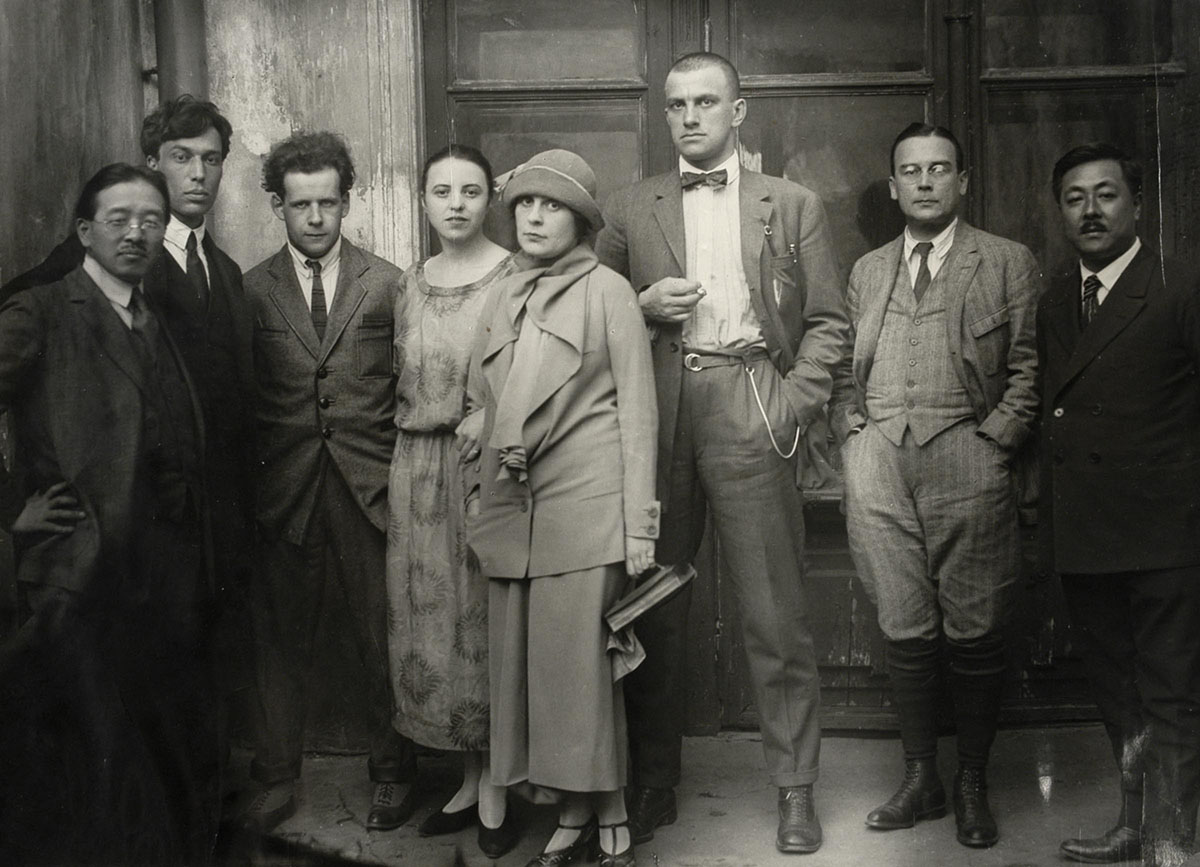
De gauche à droite : Tamizi Naito, Boris Pasternak, Eisenstein, Olga Tretyakova, Lili Brik, Vladimir Maïakovski, Arseny Voznesensky, un traducteur japonais (1924). Musée des Beaux-Arts de Houston.

Démobilisé en 1920, Eisenstein devient décorateur de théâtre, et participe même à la mise en scène pour la pièce Le Mexicain — une adaptation de Pour la révolution mexicaine de Jack London. Il fait une rencontre déterminante avec Meyerhold, qui dirige le Théâtre Proletkult de Moscou. Son influence sera grande sur les innovations apportées par Eisenstein aux montages — son concept de montage intellectuel en particulier. Il fait ses débuts au cinéma en 1923, avec Le Journal de Gloumov, un petit film burlesque inséré dans une représentation théâtrale et publie, la même année, ses premiers écrits théoriques sur le « montage-attraction ». La Russie nouvelle a besoin de propagandistes. Les artistes, notamment les caricaturistes, peuvent faire se rallier les masses illettrées au combat des bolcheviks. Alors Eisenstein peint des bannières, des affiches sardoniques, sarcastiques, bien dans son humeur.
Il est un pionnier de l'utilisation de plusieurs techniques cinématographiques dont le montage des attractions, qu'il explique dans ses écrits théoriques et qui eurent une grande influence dans l'histoire du cinéma.
Dans ses premiers films, il n'utilise pas d'acteurs professionnels. Ses récits évitent les personnages individuels pour se concentrer sur des questions sociales notamment les conflits de classe. Les personnages sont stéréotypés. Eisenstein est loyal envers les idéaux du communisme prônés par l'Union soviétique de Joseph Staline et du Komintern. Ce dernier comprend très bien le pouvoir des films en tant qu'outils de propagande, et il considère Eisenstein comme une figure controversée[réf. nécessaire]. La popularité et l'influence d'Eisenstein fluctuent en fonction du succès de ses films. En 1925, il tourne Le Cuirassé Potemkine. La célèbre scène de la poussette descendant l'escalier est filmée le 22 septembre à Odessa. C'est la commission, chargée par le Comité central du Parti communiste d'organiser le jubilé de la révolution manquée de 1905, et qui comprend dans ses rangs le commissaire du peuple à l'Instruction publique Lounatcharski et le peintre Malevitch, qui a désigné Eisenstein pour réaliser un film commémoratif. Faute de temps, le réalisateur ne pourra traiter la totalité des événements, mais seulement l'un d'entre eux, la mutinerie intervenue sur le cuirassé. Parfois, il n'obtient pas la reconnaissance pour son travail, par exemple pour le film Octobre : dix jours qui ébranlèrent le monde pour le dixième anniversaire de la prise du pouvoir par les bolcheviks.
Tout l'art de Sergueï Eisenstein s'exprime à travers ses montages uniques et l'utilisation de ce que les critiques nommeront « le cinéma-poing », forme d'expression s'opposant au « cinéma-œil » de Dziga Vertov. L'enchaînement des images crée un sens intrinsèque, notamment par l'utilisation de dominantes. Montage, rythmique, utilisation des couleurs mais surtout choix strict de la luminosité forment un nouveau langage cinématographique. Eisenstein théorisera tout au long de sa vie sur le cinéma, ses techniques, ses possibilités. Ainsi, alors qu'il a réalisé la quasi-totalité de ses films en muet, il publie avec Grigori Alexandrov et Vsevolod Poudovkine un article manifeste sur le cinéma sonore en 1928, son premier film parlant datant de 1938.

Photogrammes de films de Sergueï Eisenstein
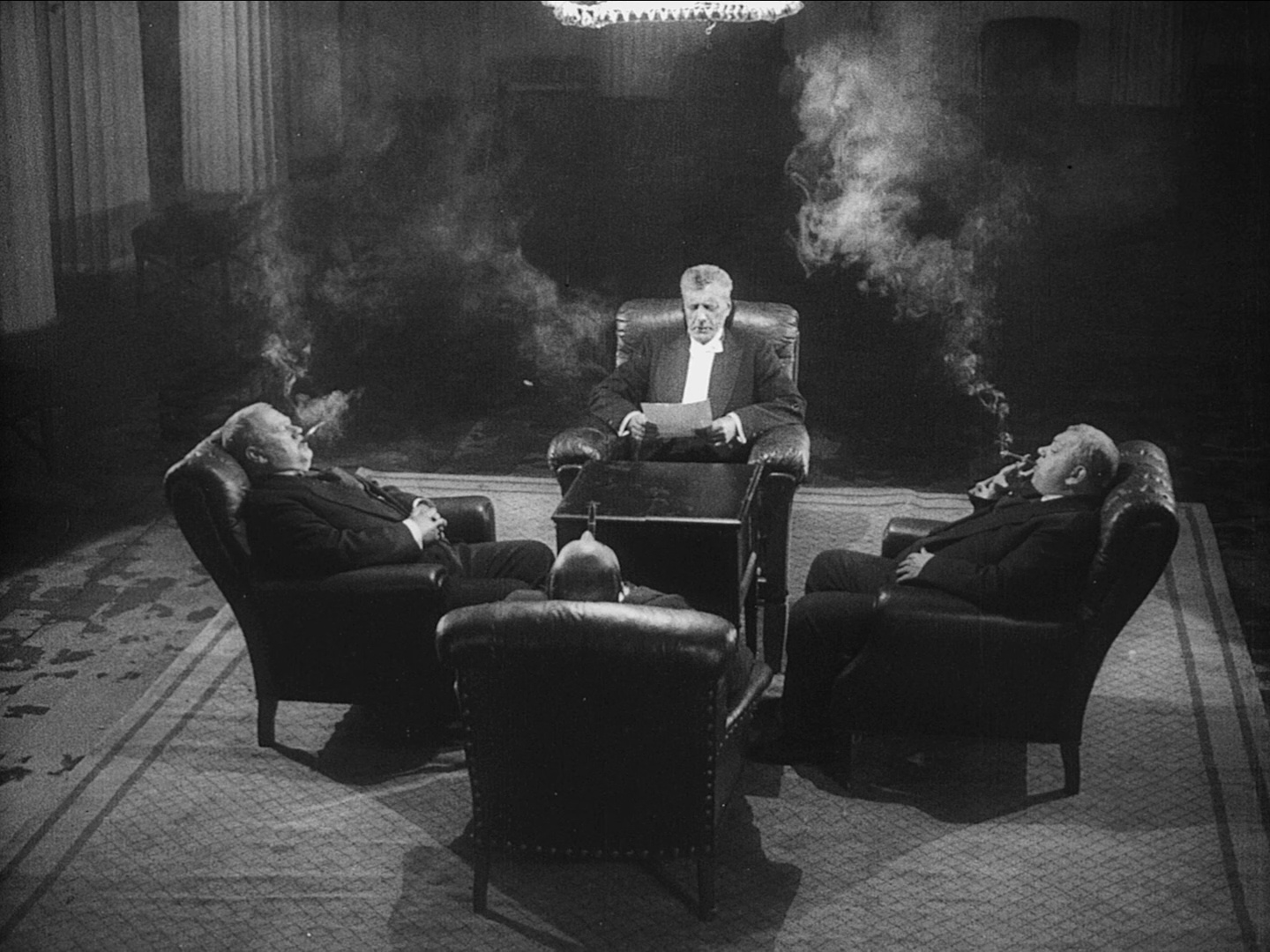
La Grève (1925).
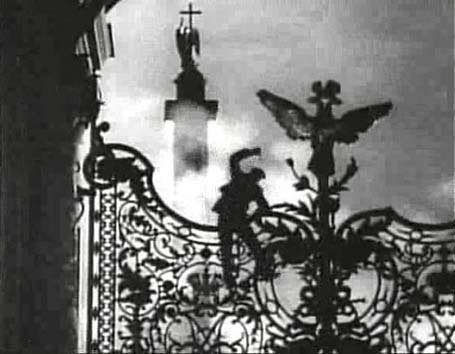
Octobre (1927).
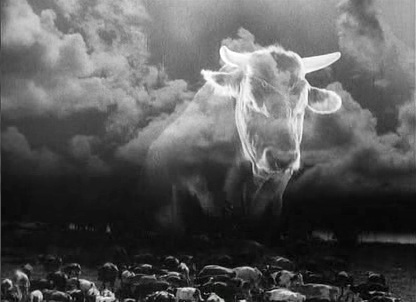
La Ligne générale (1929).

### Voyages en Europe et aux États-Unis

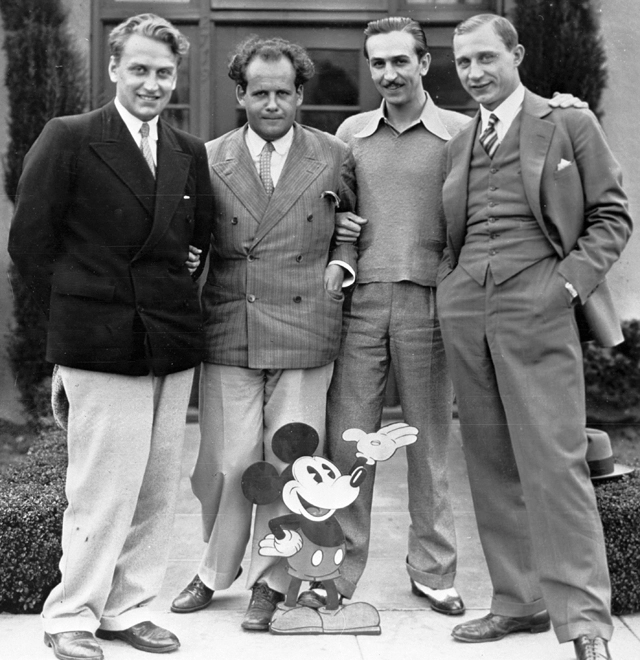
Grigori Alexandrov, Sergei Eisenstein, Walt Disney et Édouard Tissé en juin 1930.

Accompagné de son opérateur Édouard Tissé et de son assistant Grigori Alexandrov, il quitte l'URSS, officiellement au service de son pays, pour découvrir les techniques du cinéma sonore, et parcourt l'Europe avant de partir aux États-Unis. Il participe entre autres à un congrès de cinéastes indépendants à La Sarraz en Suisse, donne une conférence polémique, malgré l'interdiction du film La Ligne générale, à la Sorbonne, parcourt le Midi de la France, etc. Pendant ce temps-là, Alexandrov et Tissé, pour se faire un peu d'argent tout en travaillant un peu la partie sonore, acceptent de tourner ce qui sera Romance sentimentale, moyen métrage où l'on peine à retrouver la patte d'Eisenstein.
En 1930, Paramount Pictures invite Eisenstein à Hollywood avec un contrat de 100 000 dollars. Il arrive à New York le 20 mai. Paramount veut qu'il réalise une version filmée de La Tragédie américaine de Theodore Dreiser, mais des désaccords profonds apparaissent quant au discours et au thème du film, et l'amènent à partir en octobre. Josef von Sternberg finit le film.

### Escapade au Mexique
Charlie Chaplin l'introduit auprès d'Upton Sinclair qui réussit à dégager des fonds pour la réalisation d'un film sur le Mexique. Eisenstein part au Mexique avec Édouard Tissé et Grigori Alexandrov où ils essaient de produire un documentaire en partie dramatisé intitulé Que Viva Mexico !. Avant qu'il ne soit terminé, Upton Sinclair arrête la production, et Staline dans un même temps exige qu'Eisenstein retourne en Union soviétique. Ce dernier, avant de quitter le sol américain, monte rapidement quelques rushes pour les montrer à un petit auditoire. Upton Sinclair doit lui faire suivre les bobines à Moscou. Mais elles ne furent jamais envoyées. En 1933 à New York, un premier montage est réalisé par Sol Lesser, sans intervention d'Eisenstein, et exploité sous le titre Tonnerre sur le Mexique. Depuis plusieurs versions ont été créées, plus ou moins proches des intentions initiales d'Eisenstein. Que Viva Mexico ! est considéré pour cela comme un film maudit, bien que ce fût de son propre aveu conceptuellement son préféré.

### Retour en URSS

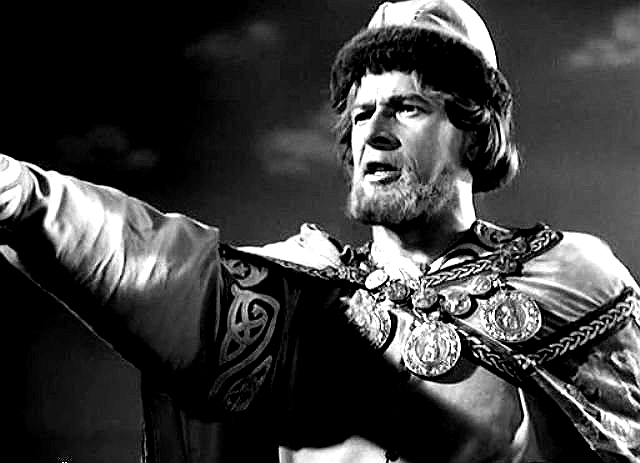
Nikolaï Tcherkassov dans le rôle-titre du film Alexandre Nevski (1938).

L'incursion en Occident rend Staline plus suspicieux à l'égard d'Eisenstein, méfiance qui gagne la nomenklatura. Son film Le Pré de Béjine reçoit des critiques désastreuses, notamment de la part de Boris Choumiatski, et le réalisateur est forcé de s'excuser publiquement pour l'excès de symbolisme et le formalisme de son œuvre. La bureaucratie impose l'annulation des deux projets suivants et un superviseur « officiel » lui est adjoint pendant la création d'Alexandre Nevski en 1938. Après la réalisation de ce film, il est décoré de l'ordre de Lénine en 1939, puis nommé directeur artistique du plus grand studio d'URSS, Mosfilm, en 1941. Il est très apprécié par Staline.
Le film suivant, tourné entre 1942 et 1944, Ivan le terrible, bénéficie de l'approbation de Staline pour la première partie au point qu'Eisenstein reçoit le prix Staline en 1945. Dans la deuxième partie, terminée en 1946, le tsar Ivan n'est plus décrit comme un héros, mais comme un tyran paranoïaque. La troisième partie, commencée en 1946 et restée inachevée, est confisquée et en partie détruite. La deuxième partie dispose de scènes en couleurs (la fête finale), grâce à une récupération de pellicules Agfacolor allemandes après la chute de Stalingrad. Quand Staline découvre la seconde partie d'Ivan, il décide aussitôt de l'interdire. Eisenstein se voit reprocher la façon dont il a représenté la garde personnelle d'Ivan. En fait, le film est perçu comme une critique de Staline et du culte de la personnalité. Le film met fin à la carrière d'Eisenstein. Il n'est autorisé en Union soviétique qu'en 1958.
Celui qui écrivit que « le cinéma, bien sûr, est le plus international des arts » meurt seul abandonné de tous, à la suite d'une hémorragie liée à un infarctus du myocarde[réf. nécessaire] le 10 ou 11 février 1948. Il est inhumé au cimetière de Novodevitchi. Son épouse meurt en 1965.

## Filmographie

### Longs métrages
- 1925 : La Grève (Стачка («Чертово гнездо», «История стачки»))
- 1925 : Le Cuirassé Potemkine (Броненосец «Потёмкин» («1905 год»))
- 1927 : Octobre (d'après le livre de John Reed, Dix jours qui ébranlèrent le monde) (Октябрь («Десять дней, которые потрясли мир»))
- 1929 : La Ligne générale (ou L'Ancien et le Nouveau) (Старое и новое («Генеральная линия»))
- 1932 : Que Viva Mexico ! (незаконченный фильм «Да здравствует Мексика !») ; inachevé
- 1937 : Le Pré de Béjine (Бежин луг) ; film inachevé, détruit (il existe une version reconstituée)
- 1938 : Alexandre Nevski (Александр Невский)
- 1945 : Ivan le terrible (Иван Грозный (1-я серия)) (deuxième partie sortie en 1958)

### Courts métrages
- 1923 : Le Journal de Gloumov (Дневник Глумова)
- 1930 : Romance sentimentale (France)
- 1934 : Death Day

## Autres activités

### Eisenstein théoricien
Eisenstein a également été un grand théoricien, dont les écrits restent encore mal connus à cause de leur caractère largement inédit et par l'absence de traduction en français pour un grand nombre d'entre eux.
Si Eisenstein est célèbre pour sa théorie du montage, il l'est moins pour le reste, notamment pour ses écrits extra-cinématographiques et pour ses méthodes d'enseignement où les exercices et les exemples s'appuyaient sur des traductions littéraires comme celle du Père Goriot d'Honoré de Balzac, de Crime et Châtiment de Fiodor Dostoïevski, et de beaucoup d'autres écrivains importants.
Eisenstein théorise les « lois du mouvement » issues de la biomécanique de Meyerhold.
Personnage à la culture colossale et protéiforme, Eisenstein théorise aussi bien sur les mathématiques chinoises que sur les sciences cognitives, sur l'art des Ambulants russes que sur celui du XIXe siècle français, sur la danse comme sur la littérature française, sur l'anthropologie mexicaine comme sur les idéogrammes japonais…

#### Écrits théoriques traduits en français
- Réflexions d'un cinéaste, Moscou, Éditions en langues étrangères, 1958 (texte original russe: 1946)
- Au-delà des étoiles, Union générale d'éditions, 1974.
- La Non-Indifférente nature, Paris, Union générale d'éditions, 1975-1978.
- Mémoires, Union générale d'éditions, 1978-1979.
- Cinématisme, Éditions Complexe, 1980.
- Eisenstein, le mouvement de l'art, texte établi par François Albera et Naoum Kleiman, Éditions du Cerf, 1986.
- Avec Vladimir Nijny, Leçons de mise en scène, La Fémis, collection « écrits/écrans », 1989.
- Walt Disney, Strasbourg, Circé, 1991
- MLB, plongée dans le sein maternel, Hoëbeke, 1999.
- Les Écrits mexicains de S. M. Eisenstein, L'Harmattan, 2001.
- Dickens et Griffith (Genèse du gros plan), Stalker Éditeur, 2007.

### Eisenstein dessinateur
Eisenstein a été un dessinateur très prolifique, bien que cette facette de son activité soit encore très peu connue. Dès l'âge de dix ans, il s'adonne au dessin, et ce jusqu'à sa mort, sauf de 1924 à 1930, où il cesse pratiquement de dessiner. On évalue sa production graphique à environ 10 000 dessins, dont seulement quelques centaines ont été publiés. Le reste est conservé aux Archives littéraires et artistiques d'État (RGALI) à Moscou.

#### Publications de dessins
- Dessins Secrets, Éditions du Seuil, 2001.
- Eisenstein, the body of the line, Fondation Langlois (CD-Rom).
- Eisenstein, dessins et esquisses, Cahiers de l'Étoile, Cahiers du Cinéma.

### Filmographie sur Sergueï Eisenstein
- En 1978, Ansis Epners réalise deux films : Sergueï Eisenstein Prologue et Sergueï Eisenstein Post-scriptum
- En 2015, Peter Greenaway réalise un film : Que viva Eisenstein!. L'homosexualité du cinéaste, toujours cachée à cause de la censure soviétique, y est évoquée.
- En 2016, Mark Rappaport réalise un court métrage documentaire (36 min) : Sergei / Sir gay.  Rappaport cherche les traces de l'homosexualité d'Eisenstein dans ses films et dans ses dessins dont très peu ont été publiés.